# Странський потік
Странський потік (словац. Stránsky potok) — річка; права притока Райчанки, протікає в окрузі Жиліна.
Довжина приблизно 8,0-10,0 км. Витік знаходиться в масиві Мала Фатра  (геоморфологічна підодиниця Лучанська Фатра; схил гори Кріжава) — на висоті приблизно 1410 метрів.
Протікає територією сіл Кунерад; Странске і Раєцькі Теплиці. Впадає у Райчанку на висоті приблизно 390 метрів.